# Талахачи (окръг)
Окръг Талахачи (на английски: Tallahatchie County) е окръг в щата Мисисипи, Съединени американски щати. Площта му е 1689 km², а населението - 14 903 души (2000). Административен център е град Чарлстън и Съмнър.
Окръгът е наречен на пресичащата го река Талахачи.